# MAKE UP
Singles de Kana Nishino
Style.
(2008) Tōkutemo feat. WISE
(2009)
Pistes de LOVE one.
Candy glowly days
MAKE UP est le 4e single de la chanteuse de J-pop Kana Nishino.

## Présentation
Il est sorti sous le label SME Records Inc. le 28 janvier 2009 au Japon. Il sort au format CD. Il atteint la 119e position à l'Oricon et reste classé une semaine pour un total de 698 exemplaires vendus. MAKE UP et Sherie ont été utilisées comme thème pour le film Chocolate Underground. La chanson MAKE UP se trouve sur l'album LOVE one. et sur la compilation Love Collection ~mint~.

## Pistes
Toutes les paroles sont écrites par Kana Nishino.
| 1. | MAKE UP | Kazuhiko.M | Kazuhiko.M |  |
| 2. | Kirari  | ViVi       | SiZK       |  |
| 3. | Sherie  | HIDEO      | KOJI       |  |
| 4. | MAKE    | Kazuhiko.M | Kazuhiko.M |  |